# پوماواسی (پارورو)
پوماواسی (به اسپانیایی: Pumawasi) یک کوه در پرو است که در Peru, Cusco Region, Paruro Province واقع شده‌است. پوماواسی ۴٬۴۲۷٫۸ متر بالاتر از سطح دریا واقع شده‌است.